# 木下誠
木下 誠（きのした まこと、1997年3月31日 - ）は、日本の男子プロバスケットボール選手である。ポジションはシューティングガード。B.LEAGUEの大阪エヴェッサ所属。

## 来歴
大阪府大阪市生野区出身。
大阪学院大高校から大阪学院大学に進み、4年時に名古屋ダイヤモンドドルフィンズと特別指定選手契約を結ぶ。卒業後にプロ契約。
2021年オフ、大阪エヴェッサに移籍。

## 経歴
- 大阪学院大高 - 大阪学院大 - 名古屋D（特別指定選手：2018年〜2019年） - 名古屋D（2019年〜2021年） - 大阪（2021年〜）